# European Space Resources Innovation Centre
Das European Space Resources Innovation Centre (ESRIC, dt.: Europäisches Innovationszentrum für Weltraumressourcen) ist ein Kompetenzzentrum für wissenschaftliche, technische, gewerbliche und wirtschaftliche Aspekte im Zusammenhang mit der Nutzung von Weltraumressourcen, welches 2020 gegründet wurde.

## Geschichte
ESRIC baut auf der 2016 geschaffenen SpaceResources.lu-Initiative auf, welche die friedliche und nachhaltige Errichtung und Entwicklung von Tätigkeiten im Zusammenhang mit der Erforschung und Nutzung von Weltraumressourcen durch Menschen und Roboter zum Ziel hat.
ESRIC wurde am 18. November 2020 als Zentrum für die Forschung und Entwicklung im Zusammenhang mit Weltraumressourcen von der Luxembourg Space Agency (LSA, dt.: Luxemburgischen Weltraumagentur), dem Luxembourg Institute of Science and Technology (LIST, dt.: Luxemburger Institut für Wissenschaft und Technologie) und der European Space Agency (ESA, dt.: Europäischen Weltraumorganisation) gegründet.

## Ziel und Zweck
ESRIC widmet sich, neben der Forschung und Entwicklung auch der Förderung von Handelsinitiativen und Start-ups zur Entwicklung, Erforschung und Ausbeutung von Weltraumressourcen z. B. durch Transfer von Wissen.

## Organisation

### Grundsätzliches
ESRIC wird von der Luxembourg Space Agency (LSA) gefördert und unterstützt, vom Luxembourg Institute of Science and Technology (LIST) als eigene Einrichtung vorerst geleitet und gehostet und die European Space Agency (ESA) stellt Anlagen zur Verfügung, setzt Forschungsaktivitäten im ESRIC um und leistet technische und gewerbliche Unterstützung.

### Direktor
Erster Direktor von ESRIC wurde interimistisch der Ingenieur und Physiker Matthias Link für zwei Jahre. Am 1. April 2022 übernahm die Chemikerin Kathryn Hadler die Aufgabe der Leitung der Direktion.

### Einrichtungen
Die Organisation von ESRIC besteht aus drei Haupteinrichtungen:
- Strategic Partnership Coordination Committee (SPCC, dt.: strategisches Partnerschaftskoordinationskomitee),
- Steering Committee (SC, dt.: Lenkungsausschuss),
- Advisory Board (AB, dt.: Beirat).

#### Strategic Partnership Coordination Committee
Im Strategic Partnership Coordination Committee (SPCC, strategisches Partnerschaftskoordinationskomitee) sind Einrichtungen zusammengefasst, wie die Luxembourg Space Agency (LSA, dt.: Luxemburgischen Weltraumagentur) und die European Space Agency (ESA, dt.: Europäischen Weltraumorganisation) und anderen Partner, die direkt an der Entwicklung von ESRIC beteiligt sind. Die SPCC dient dabei als ein Forum für die Koordinierung zwischen diesen Partnern für strategische Anleitungen, Fortschrittsüberwachung und Entscheidungsfindung.

#### Steering Committee
Das Steering Committee (SC, Lenkungsausschuss) überwacht die Aktivitäten und deren Umsetzung.

#### Advisory Board
Im Advisory Board (AB, Beirat) sind renommierten Experten tätig, welche ESRIC und seine Partner regelmäßig beraten.

### Budget
Das Anfangsbudget 2020 bis 2022 betrug 20 Millionen Euro. Davon trägt die ESA acht Millionen Euro bei und einen Teil der Forschungsausrüstung als Sachleistung (z. B.: eine Vakuumkammer).